# Indalmus nanus
Indalmus nanus es una especie de coleóptero de la familia Endomychidae.

## Distribución geográfica
Habita en Tonkín (Vietnam).